# ダークセイバー
『ダークセイバー』（DARK SAVIOR）は、1996年8月30日にクライマックスより発売されたセガサターン専用アクションロールプレイングゲーム。本作は最初のステージによりシナリオが5つに分岐する「パラレルシナリオ」を採用しており、いずれのシナリオも同時間軸に存在しながら異なる展開を見せている。

## あらすじ
逮捕が難しいとされている凶悪な犯罪者やモンスターたちを、人並み外れた精神と武芸で監獄に送り込む賞金稼ぎたち。彼らは国公認の部隊に所属し、バウンティハンターと呼ばれ活躍していた。リュー・ヤーも、ラジーン国のバウンティ局特殊部隊に所属するバウンティ・ハンターのひとり。彼は10年もの永きときに渡り、変態殺戮生物ビランを追い続けてきた。その念願がようやく叶い、捕えたビランを輸送船で監獄島ジェイラーズに護送する日。リュー・ヤーは危険か航海になるとわかりつつも、護送役を買って出る。監獄島・ジェイラーズ島への護送中にビランが暴れ出したため、リューはふたたびビランを追うことになった。
囚人として船で護送されている宿敵ビランが、檻から脱走することから始まる。

## 登場人物
リュー
主人公。
ジャク
リューのパートナー。
カイザー
セーブ係。
ヴァノス
ラジーン国バウンティ局の部隊長。
ビッツ
リューの親友。
キーウィー
シェリル
ニック
ローラン
ミランダ
ルークの恋人。
ルーク
リューの弟。

## スタッフ
- プロデューサー：西垣伸哉、野口祐二
- ディレクター：田中正義、森文孝
- 音楽：近藤洋史（ELLIS）
- ナレーション：豊嶋真千子

## エンディングテーマ
- 「TRUE MEMORIES」（歌：麻生かほ里）
- 「恋を眠らせて」（歌：麻生かほ里）
- 「恋の吐息」（歌：麻生かほ里）
- 「翼を君に」（歌：豊嶋真千子）
- 「思い出は夢に変えて」（歌：豊嶋真千子）

## 関連CD
- 『ダークセイバー サウンド・ファクトリー・シリーズ VOL.1 サウンド・シネマ - PARALLE  III 〜A HUNT FOR THE LIES〜』（ビクターエンタテインメント、1996年8月21日発売） VICL-5324
- 『ダークセイバー サウンド・ファクトリー・シリーズ VOL.2 オリジナル・サウンドトラック』（ビクターエンタテインメント、1996年9月4日発売） VICL-8193
- 『ダークセイバー サウンド・ファクトリー・シリーズ VOL.3 オリジナル・ボーカルトラック』（ビクターエンタテインメント、1996年9月21日発売） VICL-5324
  - 収録曲
    1. 夢の扉 [1:10]（作曲・編曲：近藤洋史）
    2. TRUE MEMORIES [4:54]（歌：麻生かほ里、作詞：かわいしいる、作曲・編曲：近藤洋史）
    3. 愛が待っている [3:12]（歌：麻生かほ里、作詞：かわいしいる、作曲・編曲：近藤洋史）
    4. 恋の吐息 [4:16]（歌：麻生かほ里、作詞：かわいしいる、作曲・編曲：近藤洋史）
    5. 翼を君に [3:58]（歌：豊嶋真千子、作詞：初美里音、作曲・編曲：近藤洋史）
    6. 想い出は夢にかえて [4:28]（歌：豊嶋真千子、作詞：初美里音、作曲・編曲：近藤洋史）
    7. 微笑みにKISS! [3:41]（歌：麻生かほ里、作詞：匹人翔、作曲・編曲：近藤洋史）
    8. 恋を眠らせて [5:43]（歌：アン・ルイス、作詞：寺田敏雄、作曲：近藤洋史、編曲：松本晃彦）
    9. カーテンコーン [3:00]（作曲・編曲：近藤洋史）

## 評価
ゲーム情報サイトGameSpotは、「ストーリー上のつながりはないが、開発会社を同じくする『ランドストーカー 〜皇帝の財宝〜』とシステムが似ているため、システムの相違点が多い『レディストーカー 〜過去からの挑戦〜』よりも続篇らしい」としつつも、戦闘シーンが単調だと評した。